# Farrington Daniels
Farrington Daniels (* 8. März 1889 in Minneapolis, Minnesota; † 23. Juni 1972) war ein US-amerikanischer Physikochemiker.

## Leben
Während des Zweiten Weltkriegs war er Leiter der metallurgischen Abteilung des Manhattan-Projekts. 1944 entwickelte er die Grundzüge des nuklearen Kugelhaufenreaktors, dem er die noch heute gebräuchliche Bezeichnung pebble bed reactor gab und der später in Deutschland weiterentwickelt wurde. Ab 1950 engagierte er sich bei der Union of Concerned Scientists gegen das atomare Wettrüsten. An der Universität von Wisconsin baute er ein Labor zur Solarenergienutzung auf und gilt heute als einer von deren Pionieren. Ein Preis der International Solar Energy Society (ISES) für Verdienste um die Solarenergienutzung ist nach ihm benannt. Er schrieb mehrere Lehrbücher über physikalische Chemie und Solarenergie, die hohe Auflagen erzielten und war Mitgründer der ersten US-amerikanischen Zeitschrift über Solarenergie.
1950 war Lithiumfluorid in den USA von Farrington Daniels, C. A. Boyd und D. F. Saunders für die Festkörperdosimetrie vorgeschlagen worden. Die Intensität des Thermolumineszenzlichts ist proportional zu der Menge der zuvor absorbierten Strahlung. Diese Art der Thermolumineszenzdosimetrie wird seit 1953 unter anderem bei der Behandlung von Krebspatienten eingesetzt und überall dort verwendet, wo Personen beruflich strahlenexponiert sind.

## Ehrungen
- 1947 Mitglied der National Academy of Sciences
- 1948 Mitglied der American Philosophical Society[4]
- 1957 Mitglied der American Academy of Arts and Sciences
- 1957 Priestley-Medaille